# Poecilosoma mapirense
Poecilosoma mapirense är en fjärilsart som beskrevs av Embrik Strand 1915. Poecilosoma mapirense ingår i släktet Poecilosoma och familjen björnspinnare. Inga underarter finns listade i Catalogue of Life.